# ذوات القلنسوة
ذوات القلنسوة أو القلنسويات أو كاليبتراتا (الاسم العلمي:Calyptratae) هي مجموعة تصنيفية من الحشرات تتبع رتيبة قصيرات القرن.

## تصنيف
- فوق فصيلة الذباب المنزلي (الاسم العلمي: Muscoidea)
- فوق فصيلة النبراوات (الاسم العلمي: Oestroidea)
- فوق فصيلة الذباب شعراوي وأشباهه (الاسم العلمي: Hippoboscoidea)